# Wenceslao Selga Padilla
Wenceslao Selga Padilla (Tubao, 29 settembre 1949 – Ulan Bator, 25 settembre 2018) è stato un vescovo cattolico filippino.

## Biografia
Nato nel 1949 a Tubao, proviene da una famiglia cattolica; il padre era catechista. Nel 1960 entrò in seminario e nel 1976 fu ordinato sacerdote per la Congregazione del Cuore Immacolato di Maria.

### Ministero sacerdotale
Fu missionario a Taiwan; per sei anni fu superiore provinciale delle province cinesi del suo ordine.
Quando nel 1991 la Mongolia e il Vaticano stabilirono relazioni diplomatiche venne inviato come missionario a Urga (oggi Ulan Bator). Il 19 aprile 1992 venne quindi nominato superiore ecclesiastico della missione sui iuris di Urga.
Si occupò dei bambini di strada, dei senzatetto, dei disabili e degli anziani.

### Ministero episcopale
L'8 luglio 2002, avendo papa Giovanni Paolo II istituito la prefettura apostolica di Ulan Bator, ne diventò il primo prefetto. Il 2 agosto 2003 fu elevato alla dignità episcopale, e gli venne assegnata la sede titolare di Tharros. Ricevette la consacrazione episcopale il 29 agosto 2003 dal cardinale Crescenzio Sepe, nella cattedrale di Ulan Bator.
Continuò nel suo ministero dando rifugio ai senzatetto e agli orfani.
Morì il 25 settembre 2018 ad Ulan Bator, pochi giorni prima del suo sessantanovesimo compleanno, a causa di un infarto. Lo sostituì nel 2020 Giorgio Marengo, cardinale dal 2022.

## Genealogia episcopale
La genealogia episcopale è:
- Cardinale Scipione Rebiba
- Cardinale Giulio Antonio Santori
- Cardinale Girolamo Bernerio, O.P.
- Arcivescovo Galeazzo Sanvitale
- Cardinale Ludovico Ludovisi
- Cardinale Luigi Caetani
- Cardinale Ulderico Carpegna
- Cardinale Paluzzo Paluzzi Altieri degli Albertoni
- Papa Benedetto XIII
- Papa Benedetto XIV
- Papa Clemente XIII
- Cardinale Enrico Benedetto Stuart
- Papa Leone XII
- Cardinale Chiarissimo Falconieri Mellini
- Cardinale Camillo Di Pietro
- Cardinale Mieczysław Halka Ledóchowski
- Cardinale Jan Maurycy Paweł Puzyna de Kosielsko
- Arcivescovo Józef Bilczewski
- Arcivescovo Bolesław Twardowski
- Arcivescovo Eugeniusz Baziak
- Papa Giovanni Paolo II
- Cardinale Crescenzio Sepe
- Vescovo Wenceslao Selga Padilla, C.I.C.M.